# Estefania de Foix
Estefania de Foix (c. 1014-1058/1066?) fou reina consort de Pamplona. Era filla del compte Bernat I de Foix i la seva segona esposa, la comtessa Garsenda de Bigorra. Els seus orígens són incerts encara que, molt probablement era membre de la Casa de Barcelona i no de la de Foix com han sostingut diversos cronistes d'ençà el segle XVII.

## Orígens
Estefania va néixer en data desconeguda, encara que si va contreure dos matrimonis, com afirmen diverses fonts, haurà nascut cap a 1014/1016. Un dels primers cronistes forans que l'esmenten va ser el monjo francès Adémar de Chabannes (c. 989-1034), coetani d'Estefania. A la seva crònica esmentava a «Roger», un noble guerrer normand que va venir a la península Ibèrica el 1018 a lluitar contra els moros i que després va demanar a la comtessa vídua, Ermessenda de Carcassona, la mà de la seva filla, el nom de la qual no esmenta, en matrimoni:
| « | Item normanni duce Rotgerio ad occidendos paganos Hispaniam profecti (...) erat enim haec comitisssa Barzelonensi Ermesende viuda, et Rotgerio suam filiam in matrimonium sociaverat. | » |

A començaments del segle xii, als Annals e Saint-Pierre-le-Vif, escrits pels monjos benedictins, atribuït a Clarius de Sens, que es va començar a escriure el 1108 se cita novament el noble Roger, però aquesta vegada, no només esmenta el nom d'Estefania, a qui equivocadament fa germana del comte Ramon Berenguer I, sinó també dona la notícia del seu matrimoni amb el rei García.
| « | In illis (a) diebus Rorgerius, filius Roduilfi Comitis, de Normannia perrexit cum exercitu in Hispaniam (...) accipiens uxorem sororem Raymundi-Berengarii (b) Stephaniam, quam post eum duxit uxorem Rex Hispaniae Garcias. | » |

L'abat Juan Briz Martínez, en la seva Historia de la Fundacion, y antiguedades de San Juan de la Peña, y de los Reyes de Sobrarve, Aragon, y Navarra, que dieron principio a su Real casa, y procuraron sus acrecentamientos, hasta, que se uniô el Principado de Cataluña, con el Reyno de Aragon., publicada el 1620, ja sospitava que Estefania era filla dels comtes de Barcelona, Ramon Borrell i de la seva esposa Ermessenda. A la carta d'arres que el rei García va lliurar a Estefania, ja esmentava que era «filla de comtes», encara que sense especificar les «terres i estat que posseïa». Briz Martínez cita també a Esteban Garibay, a qui crida «Çamalloa» —el seu segon cognom— i diu que aquest autor també era de l'opinió que Estefania no va poder ser filla dels comtes de Foix perquè en aquestes dates, aquest comtat no existia, encara que Garibay pensava que era francesa.
José de Moret, en els seus Annales del Reyno de Navarra (1684) afirmava que Estefania no va ser filla del comte de Foix, Bernat I de Foix, perquè aquest no va ser comte, sinó el seu fill Roger, el primer que va ostentar aquest títol. Opina que va ser filla dels comtes de Barcelona perquè les seves noces el 1038 va tenir lloc aquí, així i tot la inscripció en el seu sepulcre, «modernament adornat», al monestir de Santa Maria la Real de Nájera que inclou les insígnies de Navarra i de Foix. Tanmateix, discrepa de la filiació proposada per Briz Martínez i opina que els seus pares no van ser Ramon Borrell i Ermessenda sinó el fill d'aquests, Berenguer Ramon I i la seva esposa Sança de Castella (1006-1027). La raó per oposar-se és que, si el seu pare fos Ramon Borrell, que ja portava 21 anys mort quan es va casar Estefania, aquesta seria massa gran per contreure un primer matrimoni.
El 1640 l'historiador bearnès, Pierre de Marca, en la seva Histoire de Béarn, afirmava que Estefania era de la casa de Foix, segons constava en les memòries del monestir de Santa Maria la Real de Nájera, i filla de Bernat I de Foix. Aquesta filiació també es repeteix quasi cent anys més tard a la Histoire Générale del Llenguadoc escrita per Claude Devic i Joseph Vaissète. Segons aquests autors, Estefania, també anomenada Étiennette, era filla de Bernat I de Foix i germana de Ermessenda de Bigorra, que a l'agost de 1036 va contreure matrimoni amb Ramir I d'Aragó, el mateix any del matrimoni a Barcelona d'Estefania que es trobava aquí amb la seva tia Ermessenda i que Estefania va morir el 1058.
L'historiador i genealogista Jaime Salazar y Acha en un article publicat el 1994, recolzava «la vella opinió dels historiadors del Llenguadoc». Sospitava també que era la mare de Constança, fruit d'un primer matrimoni, possiblement amb un fill del comte Bernat I de Besalú la filla gran del qual es va anomenar Constança, casada amb el comte Ermengol II d'Urgell. 13 Anys més tard, després de llegir l'obra de Martin Aurell que citava el monjo Clarius de Sens, va canviar d'opinió i va acceptar que Estefania era filla dels comtes de Barcelona i que havia casat en dues ocasions, la primera amb un noble de Normandia anomenat Roger. una vegada que va acceptar que Estafania era filla dels comtes de Barcelona, la qüestió era saber si els seus pares van ser Ramon Borrell i Ermessenda, com havia indicat Adémar de Chabannes així com l'abat Juan Briz Martínez, o Berenguer Ramon I i la seva esposa Sança de Castella (1006-1027).
Si Estefania va contreure un primer matrimoni, segons les fonts franceses, aquest va poder haver-se'n celebrat cap a 1030-1032 i abans de 1034, l'any en què va morir Adémar de Chabannes, el primer cronista que havia escrit que Estefania havia casat amb el noble normand i que la seva mare va ser Ermesenda. Així, Estefania n'hauria nascut al voltant de 1014-16, enviduat abans de 1038 i hagués estat encara jove quan va contreure matrimoni amb el rei García amb qui va tenir vuit fills que van arribar a edat adulta.
Segons aquests càlculs, és impossible que hagués estat filla de Berenguer Ramon I i Sança el matrimonide la qual no es va consumar fins al 1021. A més a més, si Estefania hagués estat filla d'aquests comtes, ella i el rei García haguessin estat cosins germans ja que la comtessa Sança i Múnia de Castella, la mare del monarca, eren germanes, ambdues filles del comte de Castella Sanç I Garcia de Castella. Ja anteriorment l'Església s'havia oposat a enllaços entre parents més llunyans, com va ser el cas del matrimoni entre Alfons V de Lleó amb Urraca de Navarra i Fernández. Aquest matrimoni entre parents en tercer i quart grau es va celebrar, encara que l'abat Oliba es va negar rotundament a donar el seu vistiplau.

Per tot l'anterior, el més probable és que Estefania fos filla de Ramón Borrell i d'Ermesenda de Carcassona. Segons Salazar y Acha:
| « | Sobre la seva filiació concreta, [ens varem decidir] per la parella comtal Ramón Borrell i Ermesenda per les citades raons de pes: l'ho aferma el cronista més proper als fets, ho fan suposar les dates del seu cicle vital i ho corroboren els noms imposats als seus fills. | » |

## Matrimonis i descendència
Segons Adémar de Chabannes, coetani d'Estefania, així com als Annals de Saint-Pierre-le-Vif, escrita pels monjos benedictins, atribuïts a Clarius de Sens, Estefania va contreure un primer matrimoni amb Roger de Tosny, citat a les cròniques com Roger Hispanicus, i d'aquest matrimoni, segons proposa Salazar i Acha, va poder haver nascut Constança, l'esposa de l'infant Sanc Garcés. En el seu testament esmenta tots els fills nascuts del seu matrimoni amb el rei però, tanmateix, no esmenta a Constança, la filla que va tenir d'un primer matrimoni segons Salazar i Acha, que encara vivia el 1074.
El seu segon matrimoni, si s'accepta que va estar casada anteriorment, es va celebrar a Barcelona el 1038 amb el rei Garcia Sanxes III de Pamplona. El rei va atorgar carta d'arres el 1039 a favor de la seva «dolcíssima, formosíssima i amantíssima esposa Estefania».
D'aquest matrimoni tingueren:
- Sanç IV de Pamplona (1039-1076), rei de Pamplona
- Urraca de Pamplona, casada amb el comte Garcia Ordóñez
- Ermessenda Garcés, casada amb Fortuny Sanxes de Yarnoz.
- Ramir de Pamplona (?-1083), senyor de Calahorra
- Ferran de Pamplona (?-1068), senyor de Bucesta
- Ramon de Pamplona el Fratricida, senyor de Murillo i Cameros
- Ximena de Pamplona (?-1085), senyora de Corcuetos, Hornos i Daroca
- Major de Navarra, casada amb el comte Guiu II de Mâcon

## Darrers anys
La mort a Atapuerca del rei, el seu marit, l'1 de setembre de 1054, va deixar vídua a la reina Estefania, que va haver d'enfrontar-se per això amb la tasca d'educar els seus vuit fills, molt petits, el més gran dels quals, el nou rei Sanç IV, convertit en nou monarca amb catorze anys, començava el seu infeliç regnat, culminat vint anys després amb el seu assassinat en Peñalén.
La reina va viure retirada a Santa Maria de Nájera, a la qual va cedir pel seu testament el monestir de Cañas amb sis viles i altres heretats, així com l'església de Sant Saturní.